# Mounce Gore Butler
Mounce Gore Butler (* 11. Mai 1849 in Gainesboro, Jackson County, Tennessee; † 13. Februar 1917 ebenda) war ein US-amerikanischer Politiker. Zwischen 1905 und 1907 vertrat er den Bundesstaat Tennessee im US-Repräsentantenhaus.

## Werdegang
Mounce Butler besuchte die öffentlichen Schulen seiner Heimat und die Old Philomath Academy. Nach einem anschließenden Jurastudium an der Cumberland University in Lebanon und seiner im Jahr 1871 erfolgten Zulassung als Rechtsanwalt begann er in Gainesboro in seinem neuen Beruf zu arbeiten. Zwischen 1894 und 1902 war er Generalstaatsanwalt im fünften Gerichtsbezirk von Tennessee.
Politisch war Butler Mitglied der Demokratischen Partei. Zwischen 1872 und 1916 war er Delegierter auf allen regionalen demokratischen Parteitagen in Tennessee. Bei den Kongresswahlen des Jahres 1904 wurde er im vierten Wahlbezirk von Tennessee in das US-Repräsentantenhaus in Washington, D.C. gewählt, wo er am 4. März 1905 die Nachfolge von Morgan Cassius Fitzpatrick antrat. Da er im Jahr 1906 von seiner Partei nicht zur Wiederwahl nominiert wurde, konnte er bis zum 3. März 1907 nur eine Legislaturperiode im Kongress absolvieren.
Nach seinem Ausscheiden aus dem US-Repräsentantenhaus arbeitete Butler wieder als Anwalt in Gainesboro, wo er am 13. Februar 1917 starb.